# 들장미의 에튀드
〈들장미의 에튀드〉(일본어: 野ばらのエチュード 노바라노에츄도[*])는 일본의 가수 마츠다 세이코의 11번째 싱글로, 1982년 10월 21일 발매되었다. (7" Vinyl: 07SH-1233) B사이드 곡은 〈사랑받고 싶어〉(愛されたいの 아이사레타이노[*])이며, 두 곡 모두 작사는 마츠모토 타카시, 작곡은 자이츠 카즈오 (財津和夫), 편곡은 오무라 마사아키 (大村雅朗)가 맡았다.
세이코 본인이 출연한 글리코의 과자 "포키"의 광고 삽입곡이다.
작품은 1982년 11월 8일 처음 오리콘 싱글 차트에서 1위를 차지했으며, 3주간 정상을 유지했다. 또한 11월의 오리콘 월간 싱글 차트에서도 1위에 올랐다. 한편 이 곡은 제11회 FNS 가요제에서 그랑프리를 거머쥐었으며, 또한 제13회 일본가요대상에서도 방송음악상을 수상하기도 했다.
세이코는 제33회 NHK 홍백가합전에 이 곡으로 출전하였다.

## 수록곡
| #            | 제목                                         | 작사            | 작곡          | 편곡            | 재생 시간 |
| ------------ | -------------------------------------------- | --------------- | ------------- | --------------- | --------- |
| 1.           | 〈〈들장미의 에튀드〉〉 (野ばらのエチュード) | 마츠모토 타카시 | 자이츠 카즈오 | 오무라 마사아키 | 4:04      |
| 2.           | 〈〈사랑받고 싶어〉〉 (愛されたいの)         | 마츠모토 타카시 | 자이츠 카즈오 | 오무라 마사아키 | 4:22      |
| 총 재생 시간 | 총 재생 시간                                 | 총 재생 시간    | 총 재생 시간  | 총 재생 시간    | 8:26      |